# Златополь (Крым)
Златополь (до 1948 года Кутюке́ Тата́рское, до нач. XX в. Кутюке́-Тама́; укр. Златопіль, крымскотат. Tatar Kütüke, Татар Кутюке) — исчезнувшее село в Красноперекопском районе Республики Крым, располагавшееся на юго-востоке района, у границы с Первомайским районом на правом берегу реки Чатырлык, примерно в 1 километре к востоку от современного села Знаменка.

### Динамика численности населения
| - 1805 год — 117 чел. - 1864 год — 36 чел. - 1886 год — 37 чел. - 1889 год — 59 чел. - 1892 год — 49 чел. | - 1900 год — 54 чел. - 1915 год — 47/22 чел. - 1926 год — 61 чел. - 1939 год — 103 чел. |

## История
Первое документальное упоминание села встречается в Камеральное Описание Крыма л. А 1784 года, судя по которому, в последний период Крымского ханства Тамам Еш входил в Четырлык кадылык Перекопского каймаканства.
После присоединения Крыма к России (8) 19 апреля 1783 года, (8) 19 февраля 1784 года, именным указом Екатерины II сенату, на территории бывшего Крымского Ханства была образована Таврическая область и деревня была приписана к Перекопскому уезду. После Павловских реформ, с 1796 по 1802 год, входила в Перекопский уезд Новороссийской губернии. По новому административному делению, после создания 8 (20) октября 1802 года Таврической губернии, Кутюке-Тама был включён в состав Джанайской волости Перекопского уезда.
По Ведомости о всех селениях в Перекопском уезде состоящих с показанием в которой волости сколько числом дворов и душ… от 21 октября 1805 года в деревне Кутуке-Тама числилось 16 дворов, 110 крымских татар и 7 ясыров. На военно-топографической карте генерал-майора Мухина 1817 года деревня Куткетама обозначена с 15 дворами. После реформы волостного деления 1829 года Кутуке Тама, согласно «Ведомости о казённых волостях Таврической губернии 1829 года», остался в составе Джанайской волости. На карте 1836 года в деревне 9 дворов, а на карте 1842 года Кучуке Тама обозначен условным знаком «малая деревня», то есть, менее 5 дворов — видимо, последствия эмиграции крымских татар в Турцию.
В 1860-х годах, после земской реформы Александра II, деревню приписали к Ишуньской волости. В «Списке населённых мест Таврической губернии по сведениям 1864 года», составленном по результатам VIII ревизии 1864 года, Кутюке-Тама — казённая татарская деревня с 7 дворами, 36 жителями и мечетью при колодцахъ. По обследованиям профессора А. Н. Козловского начала 1860-х годов, вода в колодцах деревни была пресная «в достаточном количестве», а их глубина колебалась от 2 до 4 саженей (4—8 м). На трехверстовой карте Шуберта 1865—1876 года в деревне Кутюке-Тама обозначено 4 двора. Согласно «Памятной книжке Таврической губернии за 1867 год», деревня (записана, как Тамам Юч) стояла покинутая, ввиду эмиграции крымских татар, особенно массовой после Крымской войны 1853—1856 годов, в Турцию. На 1886 год в деревне Кутке-Тома, согласно справочнику «Волости и важнѣйшія селенія Европейской Россіи», проживало 37 человек в 5 домохозяйствах, действовала мечеть. По «Памятной книге Таврической губернии 1889 года», по результатам Х ревизии 1887 года, в деревне Кутюке-Тома числилось 11 дворов и 59 жителей.
После земской реформы 1890 года Кутюке-Тама татарскую отнесли к Джурчинской волости. Согласно «…Памятной книжке Таврической губернии на 1892 год», в деревне Кутюке-Тама татарская, составлявшей Кутюке-Тамакское сельское общество, было 49 жителей в 10 домохозяйствах. По «…Памятной книжке Таврической губернии на 1900 год» в деревне Кутюке-Тама татарское числилось 54 жителя в 17 дворах. По Статистическому справочнику Таврической губернии. Ч.II-я. Статистический очерк, выпуск пятый Перекопский уезд, 1915 год, в деревне Кутюке (татарский) Джурчинской волости Перекопского уезда числилось 10 дворов (8 дворов с землёй, 2 — безземельные) с татарским населением в количестве 47 человек приписных жителей и 22 «посторонних», из которых 35 мужчин и 34 женщины. Жители владели 416 десятинами удобной земли. В хозяйствах имелось 30 лошадей, 10 коров и 300 голов мелкого скота.
После установления в Крыму Советской власти, по постановлению Крымревкома от 8 января 1921 года № 206 «Об изменении административных границ» была упразднена волостная система, Перекопский уезд переименовали в Джанкойский, в котором был образован Ишуньский район, в состав которого включили село, а в 1922 году уезды получили название округов. 11 октября 1923 года, согласно постановлению ВЦИК, в административное деление Крымской АССР были внесены изменения, в результате которых округа были отменены, Ишуньский район упразднён и село вошло в состав Джанкойского района. Согласно Списку населённых пунктов Крымской АССР по Всесоюзной переписи 17 декабря 1926 года, в селе Кутюке (татарский) Джурчинского сельсовета Джанкойского района числилось 9 дворов, все крестьянские, население составляло 61 человек, все татары. Постановлением ВЦИК от 30 октября 1930 года был восстановлен Ишуньский район и село включили в его состав. Постановлением Центрального исполнительного комитета Крымской АССР от 26 января 1938 года Ишуньский район был ликвидирован и создан Красноперекопский район с центром в поселке Армянск (по другим данным 22 февраля 1937 года). По данным всесоюзной переписи населения 1939 года в селе проживало 103 человек.
В 1944 году, после освобождения Крыма от фашистов, согласно постановлению ГКО № 5859 от 11 мая 1944 года, 18 мая крымские татары были депортированы в Среднюю Азию. С 25 июня 1946 года Кутюке в составе Крымской области РСФСР. 26 апреля 1954 года Крымская область была передана из состава РСФСР в состав УССР. Указом Президиума Верховного Совета РСФСР от 18 мая 1948 года, Кутюке татарское переименовали в Златополь. Ликвидирован до 1960 года, поскольку в «Справочнике административно-территориального деления Крымской области на 15 июня 1960 года» селение уже не значилось (согласно справочнику «Крымская область. Административно-территориальное деление на 1 января 1968 года» — в период с 1954 по 1968 годы, как село Воинского сельсовета).